# Jopie van Kampen
Catharina Johanna (Jopie) Willinge Prins-van Kampen (Amsterdam, 17 maart 1911 – Zuid-Afrika, 1988) was een Nederlands schilder.

## Leven en werk
Jopie of Jo van Kampen bezocht de Rijksacademie in Amsterdam (1934-1938). In 1940 sloot ze zich aan bij de schildersgroep in Plasmolen, onder Mook. Tijdens de Tweede Wereldoorlog was ze actief in het verzet. Van Kampen is een van de kunstenaars die wordt herdacht met het Monument voor het kunstenaarsverzet in Mook, dat in 2008 bij de Sint-Antonius Abtkerk werd opgericht.
Van Kampen schilderde landschappen en stillevens met planten in waterverf en olieverf, ze maakte daarnaast illustraties. Haar werk is onder meer opgenomen in de collecties van het Museum Jacques van Mourik en Kasteel Arcen. Van Kampen trouwde in 1954 met de arts Jan Albert Willinge Prins. Twee jaar later verhuisde het paar naar Kaapstad. In 1961 exposeerde ze nog in Den Haag.
- Biografisch Portaal: 24465768
- Digitale Bibliotheek voor de Nederlandse Letteren: kamp055
- Nederlandse Thesaurus van Auteursnamen: 102527504
- RKD-Nederlands Instituut voor Kunstgeschiedenis: 90265
- Union List of Artist Names: 500767401
- Virtual International Authority File: 281654903